# Trichostomum imshaugii
Trichostomum imshaugii là một loài Rêu trong họ Pottiaceae. Loài này được (Vitt) R.H. Zander miêu tả khoa học đầu tiên năm 1993.